# Ullera

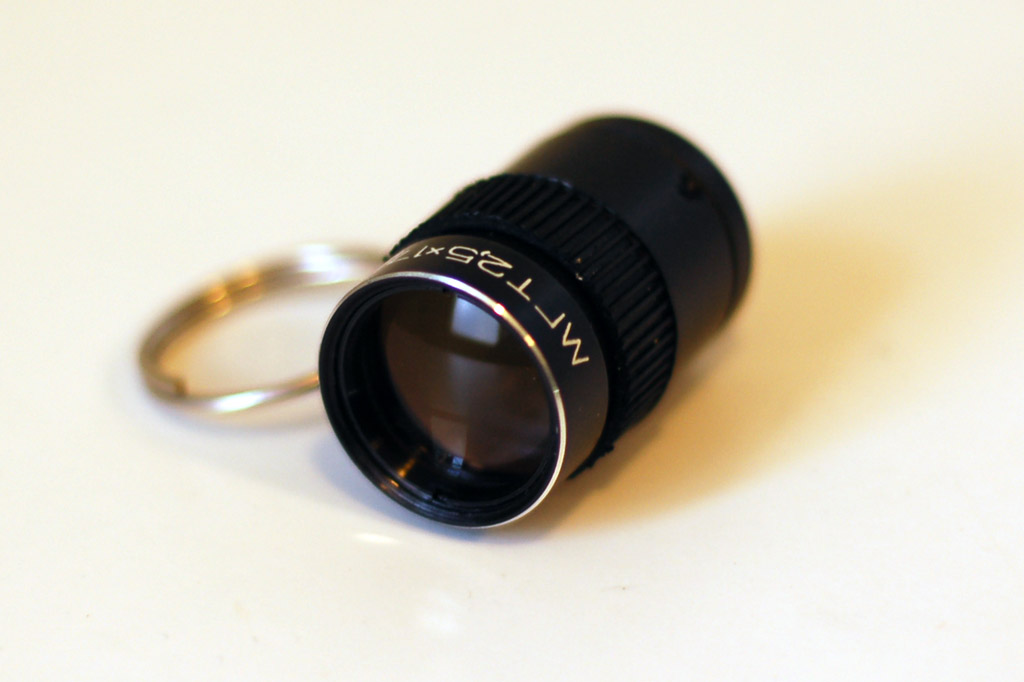
Ullera miniatura del tipus Galileu de fabricació soviètica 2,5 augments x 17,5.

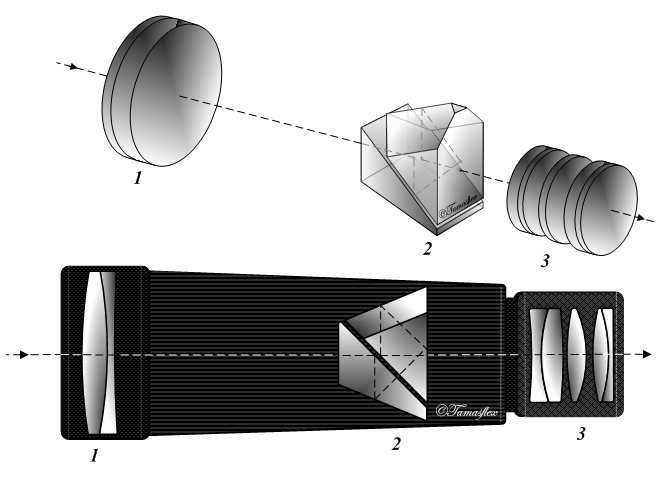
Monocular Ministeri d'Educació
1- Objetivo
2 - Prisma Schmidt-Pechan
3- Ocular

Una ullera, monocular o Ullera llarga vista, és un aparell òptic que permet a l'usuari veure a llarga distància, és un telescopi refractor d'una mida portàtil, usat per ampliar imatges d'objectes distants, en travessar la llum una sèrie de lents i en els més moderns un prisma. L'ús del prisma fa el monocular més petit i lleuger que un aparell clàssic, i més fàcil de portar.

## Història
Un estudi de l'historiador Nick Pelling, publicat per la revista anglesa History Today, afirma que l'inventor del telescopi va ser un fabricant de lents de Girona anomenat Joan Roget.

## Ullera-Visor
La Ullera-Visor, a més a més de les característiques anteriors, incorpora altres additaments que permeten realitzar operacions de taquimetria.
En alguns teodolits, l'augment de la ullera permet veure fites ubicades a distàncies de l'ordre de 30 km. Va tenir molta importància en la creació del teodolit, del nivell i més tard el taquímetre.
La Ullera-Visor incorpora internament una retícula destinada a facilitar la ubicació de l'element que es pretén determinar, permetent centrar l'objectiu amb una millor precisió.